# Марія Гогенлое-Шиллінгсфюрстська
Марія Поліна Антуанетта, принцеса Гогенлое-Шиллінгсфюрстська, уроджена принцеса Сайн-Вітгенштейн-Людвігсбурзька (18 лютого 1837, Воронівці — 21 січня 1920, замок Фрідштайн поблизу Штайнаха) — австрійська меценатка.

## Життєпис

### Походження

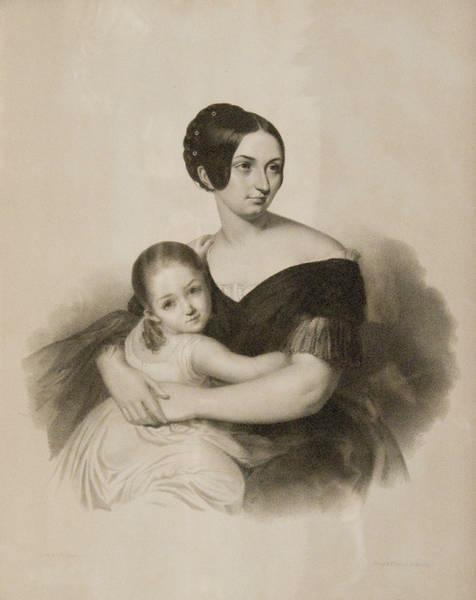
Принцеса Марія з матір'ю Кароліною цу Сайн-Вітгенштейн. Близько 1840 року

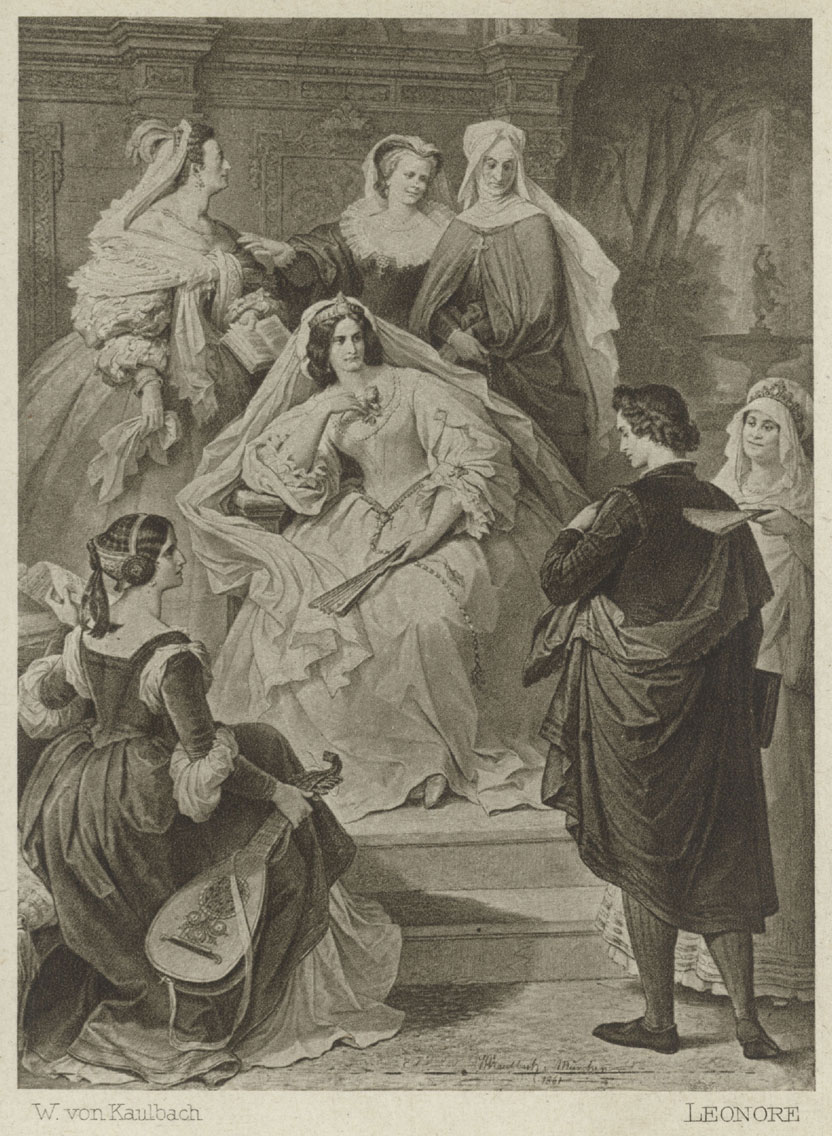
Марія Гогенлое в ролі Тассос Леонори, намальована Вільгельмом фон Каульбахом, близько 1864 року

Марі цу Сайн-Вітгенштейн народилася у Воронівцях на півдні України 1837 року в родині відставного капітана російської імператорської кавалерії Миколи князя цу Сайн-Вітгенштейн-Берлебурзького-Людвігсбурзького та Кароліни, уродженої фон Івановської у Вороніце. Її дитинство характеризувалося сваркою батьків і втечею матері до Німеччини в 1848 році, щоб приєднатися до свого кумира, а згодом коханця Ференца Ліста. З 1849 року Марі, яка забрала матір з Росії, росла разом з Лістом у Веймарі, де вона рано познайомилася з музичним і мистецьким середовищем свого часу; Ріхард Вагнер і Гектор Берліоз, серед інших, часто бували у веймарському Альтенбурзі, де оселилася її мати. Ференц Ліст присвятив принцесі «Шість польських піснеспівів» ор. 74 Фредеріка Шопена в перекладенні для фортепіано (1860). Її мати вчасно передала їй успадковані статки, тож вона була фінансово забезпечена, попри розлучення батьків у 1855 році.

### Наступне життя
У 1859 році Марі вийшла заміж за принца Костянтина цу Гогенлое-Шиллінгсфюрста (1828–1896), службовця австрійського суду, у Веймарі та переїхала до Відня. Після призначення її чоловіка першим камергером імператора Франца Йосифа I у липні 1866 р. імператор підвищив подружжя до особистого рангу принца з титулом «Ваша світлість». Так вона просунулася до помітної посади в Австрійського імператорського двору, з якого вона інтенсивно брала участь у розвитку культурного життя. Серед її протеже були Готфрід Земпер, Франц фон Дінгельштедт, Адольф фон Вільбрандт і Фердинанд фон Саар. Вона мала особливу дружбу з Фрідріхом Геббелем. Зростаючи в музичному та інтелектуальному середовищі, вона присвятила себе літературним проєктам: переклала з французької «Розповідь П'єра де Сен-Пуанта» Альфонса де Ламартіна та біографію Шопена авторства Ліста, яку, як деякі припускають, насправді написала її мати.
Також вона займалася благодійністю. З її ініціативи 1873 року було засновано «Leopoldstädter Volksküche», яким вона керувала, а також кілька колоній відпочинку для дітей.
Гайнц Ґольвітцер свідчив про принцесу Марію:
Вона була внутрішньо дистанційована від віденського вищого світу, і це, можливо, пояснює, чому вона шукала компенсації у вигляді "інтелектуально" важливого салону. Ліст, Вагнер, Тегетгофф, австрійський морський герой Макарт та її особливий протеже, поет Фердинанд фон Саар, спілкувалися на вечорах принцеси, яку Каульбах змалював як "Леонору" Тассо. Той факт, що віденські театри входили до компетенції її чоловіка, дозволив принцесі приділяти пильну увагу Бургтеатру.

## Сім'я
Марія цу Сайн-Вітгенштейн вийшла заміж за принца Костянтина цу Гогенлое-Шиллінгсфюрста в 1859 році. У пари було шестеро дітей:
- Франц-Йосиф, князь Гогенлое-Шиллінгсфюрст (1861–1871)
- Конрад Принц Гогенлое-Шиллінгсфюрстський (1863–1918)
- Філіп Принц цу Гогенлое-Шиллінгсфюрст (1864–1942)
- Готфрід Принц Гогенлое-Вальденбург-Шиллінгсфюрст (1867–1932) ⚭ Ерцгерцогиня Марія Генрієтта Австро-Тешенська (1883–1956)
- Вольфганг Принц цу Гогенлое-Шиллінгсфюрст (1869–1883)
- Доротея Принцеса Гогенлое-Шиллінгсфюрст (1872–1954)

## Вебпосилання
- Бібліографія. Марія Гогенлое-Шиллінгсфюрстська // Німецька національна бібліотека